# Влајко Каленић
Влајко Каленић (по неким документима Влајко Калинић) (Београд, 1851— Београд, 1907) био је београдски обућар, економ и велики српски добротвор.
Влајко као веома имућан и скроман човек сву своју имовину је тестаментом 1907. године завештао у добротворне сврхе кроз „Фонд Влајка Каленића, обућара и економа из Београда” и сврстао се у ред познатих задужбинара и добротвора Београда и Србије с краја 19. и почетка 20. века.
Фонд задужбине се попуњава рентирањем Зграде у улици Светогорска 12 у Београду, површине 2597 m², који се састоји се од 32 стана и две собе. Средства се користе осим за помагање одличних студената Економског факултета слабијег материјалног стања у облику стипендија и за усавршавања у земљи и иностранству, набавку уџбеника, литературе и других средстава потребних за студирање и усавршавање, помагања установа и организација у области студентског стандарда и других облика помоћи које утврди Одбор задужбине.
На некадашњем имању „Каленића гувно” које је Влајко добио наследством од оца, београдског папучара, 1926. године је подигнута пијаца, која и данас постоји и носи назив по великом добротвору Каленић пијаца.